# Bagnet na broń (wiersz)
Bagnet na broń – wiersz Władysława Broniewskiego napisany w roku 1939, a opublikowany w 1943 w tomie Bagnet na broń: Poezje 1939–1943.
Jest to utwór patriotyczny, który powstał na parę miesięcy przed wybuchem II wojny światowej, będący wezwaniem do oporu wobec grożącej Polsce agresji. Podmiot liryczny zwraca się w nim do wszystkich Polaków, bez względu na dzielące ich różnice poglądów politycznych, które tracą znaczenie wobec zagrożenia. Ze względu na siłę wyrazu utwór ten porównywano do Ody do młodości Adama Mickiewicza. Ten efekt siły wyrazu osiągnął Broniewski, stosując prosty chwyt powtórzeń oraz używając często wyrażeń wykrzyknikowych i mocno brzmiących rymów męskich. Całość zamykał odwołaniem się do słynnej odpowiedzi napoleońskiego generała Pierre’a Cambronne’a na propozycję kapitulacji.